# Brécy (Aisne)
Brécy – miejscowość i gmina we Francji, w regionie Hauts-de-France, w departamencie Aisne.
Według danych na styczeń 2014 roku gminę zamieszkiwało 360 osób, a gęstość zaludnienia wynosiła 35,5 osób/km².